# Зуяковська сільська рада
Зуя́ковська сільська рада (рос. Зуяковский сельский совет) — муніципальне утворення у складі Бєлорєцького району Башкортостану, Росія. Адміністративний центр — село Зуяково.

## Населення
Населення — 1256 осіб (2019, 1407 в 2010, 1319 в 2002).

## Склад
До складу поселення входять такі населені пункти:
| Населений пункт | Населення, осіб (2002) | Населення, осіб (2010) |
| --------------- | ---------------------- | ---------------------- |
| Габдюково, село | 461                    | 558                    |
| Зуяково, село   | 858                    | 849                    |